# 宋沛言
宋沛言 (Sydney Sung)，香港填詞人、獨立樂隊The Dummy成員，經常為無綫電視的劇集、動畫及特輯填詞。作品包括由馬浚偉演唱的《鐵血保鏢》主題曲《會友之鄉》、鄭少秋演唱的《心戰》主題曲《界限》。

## The Dummy

### 成員
- 宋沛言（Bass／Synth／和音）
- 葉肇中（鋼琴手／結他手／主音）

### 音樂
以唯美及探索人性為基調的Aesthetic Pop獨立樂隊。

### 作品
- 2007年：「His Story／History」EP

曲目：
1. Eclipse（日蝕）
2. Sidelap（左右重叠）
3. Around（自轉）
4. Garret（閣樓）
5. 3WEM

- 2011年：「Inside of the (Inside)」EP

曲目：
1. 初（Growth）
2. 褪（Fadeless）
3. 缺（Spiritual）
4. 贖（Calamity）
5. Nil_

- 2011年：其他作品

1. Something Sparkling
2. Flow
3. Truth
4. Knock
5. Step

## 個人作品

### 2005年
| - 司徒瑞祈 - 戰勝烙印 | - 黃宗澤 - 哪吒傳奇 |

### 2006年
| - 吳卓羲 - 太陽之手 - 吳卓羲 - 超世代之戰（宋沛言、鄭櫻綸詞） - 謝珊珊、黃卓慧、謝兆韵、孫慧雪、陳文靜 - 粥粉麵飯糖水餐 | - 鄭少秋 - 游劍江湖 - 馬浚偉 - 會友之鄉 |

### 2007年
| - 馬浚偉、陳山聰 - 天數 |

### 2008年
| - 胡諾言 - 忍舞 |

### 2009年
| - 謝天華 - 安樂茶飯 | - 錢嘉樂、陳鍵鋒、王祖藍 - 合法搶親 |

### 2010年
| - Super 4 - 灰色控訴 - 陳康健 - 光的希冀 | - 黃宗澤、吳卓羲 - Run |

### 2011年
| - 阮小儀、金 剛 - 《街坊廚神》（宋沛言、黃中濠詞） - 徐淑敏、丁樂鍶、黃山怡 - Sweety baby - 胡杏兒 - 天造地設 - 胡鴻鈞 - 天道同行 | - 葛民輝 - 吹水同鄉會 - 黃宗澤 - 底線 - 《變身男女Chok Chok Chok》主題曲 - Keep Choking |

### 2012年
| - 吳業坤、何雁詩、胡鴻鈞 - 一起闖蕩去 - 林師傑 - 小木偶的話 - 林師傑 - 騙徒 - 森 美、阮小儀 - 《千奇百趣東南亞》主題曲 - 蕭正楠 - 我的歷史 - 薛家燕、阮兆祥 - 美食仙境 - 蘇民峰、溫家偉 - 峰衣足食 | - 譚嘉儀 - 抱抱Christmas - 農 夫 - 揮春啟示錄（宋沛言、陸永權詞） - 鄭少秋 - 界限 - 錢嘉樂、洪天明、金 剛 - Wonderful - 阮兆祥、陳展鵬、喬寶寶 - 瘦薪族 - 馬德鐘 - 身邊的依據 |

### 2013年
| - 周志康、周志文、譚嘉儀、林師傑、劉威煌 -《反斗紅星放暑假》主題曲 - 張景淳、陳華鑫 - Dream Chaser - 林師傑 - 逃出地球 - 林師傑 - 小天使的話 | - 陳敏之 - 這首歌 - 蔚雨芯 - Why Don't You Feel Me - 吳家樂、陳國峰、何傲兒、阿 感、李思雅、張秀文 -《玩轉世界盃》主題曲 - 群星 - 喜上有囍 |

### 2015年
| - 林師傑 - 不再說謊 |

### 2016年
| - 劉威煌 - 老茶遊記 |

### 2018年
| - 吳淦軒 - 親愛的 | - 黃宗澤、吳卓羲 - 雖然⋯這個世界 |

### 2020年
| - 鄒文正 - Fighting Online |

## 外部連結
- 宋沛言的新浪微博（页面存档备份，存于）
- The Dummy的新浪微博
- The Dummy的網頁